# یواس‌اس اس‌سی-۴۹۷
یواس‌اس اس‌سی-۴۹۷ (به انگلیسی: USS SC-497) یک زیردریایی بود که طول آن ۱۱۰ فوت ۱۰ اینچ (۳۴ متر) بود. این زیردریایی در سال ۱۹۴۱ ساخته شد.